# Thanatophilus mutilatus
Thanatophilus mutilatus es una especie de escarabajo carroñero del género Thanatophilus, categorizada en la tribu Silphini, de la subfamilia Silphinae. Fue descrita por Laporte de Castelnau en 1840.
Mide aproximadamente 12 mm de longitud.

## Distribución
Se distribuye por África: Sudáfrica.